# Rue de l'Échelle (Nantes)
Pour les articles homonymes, voir Rue de l'Échelle.
La rue de l'Échelle est une voie de Nantes, en France.

## Situation et accès
Située dans le centre-ville de Nantes, la rue de l'Échelle, qui relie la rue de l'Arche-Sèche à la place du Bon-Pasteur, est une artère rectiligne, pavée et fermée à la circulation automobile. Sur son tracé, elle relie les rues des Vieilles-Douves et Vauban.

## Origine du nom
La rue est appelée ainsi en raison de l'escalier dénommé également « passage du Bon-Pasteur », qui à son extrémité nord, permet d'accéder à la place du Bon-Pasteur.